# Солонников, Орест Сергеевич
Орест Сергеевич Солонников (29 (17) августа 1897, Санкт-Петербург  — 29 июля 1938) — советский военно-морской деятель, капитан 1-го ранга (1935)
10 сентября 1914 года Орест Солонников был принят в Морское училище. 1 мая 1917 года он был произведен в чин старшего гардемарина. В должности вахтенного начальника вспомогательного крейсера «Троян» и эскадренного миноносца «Зоркий» Солонников находился в плавании по Чёрному морю. В июне 1917 года, командуя десантным отрядом, участвовал в высадке в Ризе и Орту на турецком побережье. 12  сентября 1917 года Солонников вернулся для продолжения обучения в Морское училище. 12 марта 1918 года Орест Солонников был уволен из училища, а 26 марта 1918 года по расформированию училища отчислен в распоряжении штаба Балтийского флота. 27 мая того же года был демобилизован.
С декабря 1918 года Солонников в составе 3-й Украинской советской армии. 11 марта 1919 года Орест Сергеевич был назначен командиром морской роты и бронекатера № 2 Днепровской флотилии, а  1 апреля 1919 года – заведующим штурманской частью. 15 апреля того же года молодой командир был назначен начальником оперативной части штаба Днепровской флотилии, руководил операцией по разгрому банды атамана Зелёного под Киевом 17-26 июля 1919 года. В сентябре 1919 года Солонников исполнял должность начальника походного штаба Днепровской флотилии, а с 27 октября - для поручений при командующем Днепровской флотилией. 2 мая 1920 года Орест Сергеевич был назначен начальником дивизиона канонерских лодок и десантных частей Южной группы Днепровской военной флотилии, 1 июня – помощником  начальника оперативного отдела по морской части, 17 июня – помощником начальника службы связи и с 27 июня  – начальником службы связи Днепровской флотилии. 20 августа 1920 года Солонников принял под своё командование канонерскую лодку «Могучий» Днепровской флотилии. 1 октября того же года он был назначен флаг-штурманом флотилии. 1 марта 1921 года Орест Сергеевич был назначен помощником начальника отряда судов по оперативной части, одновременно с 23 марта по 1 апреля  и с 2 сентября по 6 октября временно исполнял обязанности командующего Днепровской флотилии. С 1 февраля по 31 октября 1922 года Солонников занимал должность начальника штаба Днепровской флотилии, одновременно 11-23 мая и 5-21 августа временно исполнял должность начальника Днепровской флотилии.
1 ноября 1922 года в связи с расформированием Днепровской флотилии, Солонников был назначен председателем ликвидационной комиссии. 24 февраля 1923 года он был отчислен в распоряжение Строевого управления Морского штаба республики и  1 марта назначен старшим производителем работ, а 19 августа – помощником начальника стратегической части Оперативного отдела Морского штаба Республики. 1 октября 1923 года Солонников был назначен помощником начальника стратегического отдела Оперативного управления штаба РККФ.
С 13 октября 1925 года по 30 июня 1928 года Солонников обучался на военно-морской факультете Военно-морской академии и во время обучения проходил стажировку в должности старшего помощника командира эскадренного миноносца «Незаможник» морских сил Чёрного моря.
1 марта 1929 года Орест Сергеевич был назначен помощником начальника 2-го отдела 1-го управления Штаба РККА. В 1930 году он занимал должность начальника 8-го сектора ГУ РККА. 25 января 1932 года Солонников был назначен начальником штаба Амурской Краснознаменной военной флотилии. 9 марта 1932 года Орест Сергеевич был переведен на Тихий океан на должность начальника штаба морских сил Дальнего Востока. 26 ноября 1935 года, в связи с введением в РККФ персональных званий, ему было присвоено звание капитана 1-го ранга, а 23 декабря  он был награждён орденом Ленина.
26 июля 1937 года Солонников был арестован, на допросах с применением пыток назвал членами антисоветского заговора практически всё руководство Тихоокеанского флота.
Ровно через год после ареста, 26 июля 1938 года, был включен Сталиным в список на осуждение по 1-й категории (расстрел) и 29 июля 1938 года Военной коллегией Верховного суда СССР приговорен к высшей мере наказания. Расстрелян в тот же день. 31 августа 1937 года Орест Сергеевич был уволен из рядов РККФ по ст. 44 «в».
Бондаревский С. К., арестованный в июле 1937 года, вспоминал: "Как-то, по оплошности надзирателей, я в коридоре тюрьмы разминулся с бывшим начальником штаба Тихоокеанского     флота, флагманом флота 1 ранга (т. е. полным адмиралом) Солонниковым (ошибка автора - Солонников был только капитаном 1 ранга). Он шел в измазанной грязью белой форме, со срезанными нашивками. На кителе, где прикреплялись ордена, были дырки  — награды с груди срывались. На окружающих  он смотрел невидящим взглядом, было похоже, что он возвращается с допроса".
27 июля 1957 года Солонников Орест Сергеевич был посмертно реабилитирован.